# Переходный период в Крыму
Переходный период в Крыму — период с 18 марта 2014 года до 1 января 2015 года., в течение которого, в ходе аннексии Крыма, в соответствии с Договором о принятии Республики Крым в Российскую Федерацию который юридически оформил аннексию, требовалось урегулировать вопросы интеграции новых субъектов Российской Федерации — Республики Крым и города федерального значения Севастополя — в экономическую, финансовую, кредитную и правовую систему Российской Федерации и её систему органов государственной власти.

## Исчисление времени
17 марта 2014 года Государственный Совет Республики Крым, а 25 марта и Законодательное собрание города Севастополя приняли решение о переходе с 30 марта 2014 года на московское время, соответствовавшее в тот период часовому поясу UTC+4. Московское время действовало на территории АР Крым и в первой половине 1990-х годов, но тогда оно соответствовало UTC+3 зимой и UTC+4 — летом (см. Летнее время#В России). Со второй половины 1990-х годов до 30 марта 2014 года Крым входил в часовую зону EET (восточноевропейское время) — зимой там использовалось время часового пояса UTC+2, летом — UTC+3. Географически Крымский полуостров находится во втором часовом поясе UTC+2.
Согласно Федеральному закону РФ «Об исчислении времени» (ред. от 21.07.2014), Республика Крым и Севастополь вошли в состав часовой зоны МСК. Местное время зоны МСК стало соответствовать UTC+3 с 02:00 26 октября 2014 года.

## Федеральные органы
31 марта 2014 года было объявлено о создании Министерства Российской Федерации по делам Крыма, которое возглавил заместитель министра экономического развития Олег Савельев. Курировал работу министерства вице-премьер Дмитрий Козак, в ведение которого входят все вопросы по интеграции и развитию Севастополя и Крыма. В полномочия министерства входили разработка госпрограмм развития региона, координация деятельности ведомств по их реализации и контроль над региональными властями.
15 июля 2015 года, в связи с завершением переходного периода в Крыму и интеграцией Крыма в состав РФ, министерство было упразднено. Функции упразднённого министерства были переданы Министерству экономического развития Российской Федерации.
После расформирования министерства по делам Крыма Дмитрий Козак регулярно проводил совещания с участием руководителей Крыма и Севастополя, контролировал реализацию федеральных целевых программ, разрешал политические конфликты в регионе. По некоторым сведениям, перевод губернатора Севастополя Сергея Меняйло на пост полпреда президента в Сибирском федеральном округе в 2016 году произошёл по инициативе Дмитрия Козака, который таким образом пытался погасить конфликт между правительством города и заксобранием (группой депутатов Алексея Чалого). В конце мая 2018 года в связи с завершением интеграции Крыма и Севастополя в правовое поле РФ они вошли в общую систему региональной политики, которую в правительстве курировал Виталий Мутко.

## Создание территориальных подразделений федеральных органов исполнительной власти России на территории Крыма
23 марта 2014 года президент России Владимир Путин дал поручение председателю правительства РФ Дмитрию Медведеву, главам Минобороны, МВД, ФСБ, Государственной фельдъегерской службы, ФСИН, ФССП, ФСКН, МЧС, ФСО, Главного управления спецпрограмм президента, Росфинмониторинга и МИД к 29 марта 2014 года утвердить план по созданию в Крыму и Севастополе территориальных органов федеральных органов исполнительной власти.
26 марта в Крыму были созданы две таможни временного прямого подчинения Федеральной таможенной службе России — Симферопольская и Севастопольская. С этого же дня были выставлены таможенные посты на границе Крыма с Украиной. Одновременно был отменён таможенный контроль на участке «Керчь — Кавказ». В этот же день на территории Республики Крым были созданы Министерство внутренних дел по Республике Крым, подчинённые ему территориальные органы МВД на районном уровне и Симферопольский линейный отдел МВД на транспорте. В Севастополе также были созданы управление МВД России по городу Севастополю и подчинённые ему территориальные органы.
27 марта Федеральная служба исполнения наказаний (ФСИН) России сообщила о начале мероприятий по включению колоний и СИЗО на территории Крыма в российскую уголовно-исполнительную систему. На территории Крыма располагались один следственный изолятор в Симферополе, две исправительных колонии (для рецидивистов и для осуждённых к лишению свободы впервые, находящиеся на Керченском полуострове) и один исправительный центр. 28 марта было создано управление ФСИН России по Республике Крым и по городу федерального значения Севастополю. В начале апреля в Крыму была создана специализированная прокуратура по надзору за соблюдением законов в исправительных учреждениях.
27 марта власти Крыма предложили Украине направить в Крым для дальнейшего отбывания наказания заключённых, прописанных в Крыму. Республика Крым, в свою очередь, сообщила о готовности направить на Украину находящихся в республике заключённых, которые прописаны на Украине. 31 марта Владимир Путин подписал указ «Об утверждении положения о временном порядке представления ходатайств о помиловании, подаваемых осуждёнными, отбывающими наказание на территориях Республики Крым и г. Севастополя». 10 июня временно исполняющий обязанности заместителя директора ФСИН России Александр Гнездилов сообщил, что лишь ок. 60 заключённых в колониях Крыма захотели продолжить отбывание наказания на Украине: «В исправительных учреждениях Крыма находится чуть менее 3 тыс. заключённых. Основная часть из них — это жители Крыма. Они изъявили желание и подали соответствующие заявления о предоставлении им гражданства РФ».
27 мая было опубликовано распоряжение правительства РФ о создании в Крыму двух исправительных колоний ФСИН и одной колонии-поселения.
По состоянию на октябрь 2014 года в пенитенциарных учреждениях Крыма находилось более 2100 осуждённых.
13 ноября Владимир Путин своим указом назначил полковника внутренней службы Вадима Булгакова начальником управления Федеральной службы исполнения наказаний по Крыму и Севастополю.

## Конституция Республики Крым и устав Севастополя. Включение Крыма в Конституцию РФ
11 апреля 2014 года на внеочередном заседании Госсовета была утверждена Конституция Республики Крым. Конституция состоит из 10 глав и 95 статей, её основные положения схожи со статьями Основного закона РФ. Согласно новой Конституции, Республика Крым (РК) является демократическим, правовым государством в составе Российской Федерации и равноправным субъектом РФ. Источником власти в РК является её народ — часть многонационального народа РФ. Республика Крым имеет три государственных языка — русский, украинский и крымскотатарский. Высшим должностным лицом является глава республики, который избирается депутатами Госсовета Крыма сроком на пять лет и не может замещать эту должность более двух сроков подряд. Республиканский Госсовет состоит из 75 депутатов. Срок полномочий — пять лет. В тот же день был принят Устав Севастополя. Кроме того, Республика Крым и город федерального значения Севастополь были включены в перечень субъектов РФ в Конституции России.

## Формирование органов государственной власти на территории Крыма
30 апреля 2014 года Государственный совет Крыма принял закон «О Государственном Совете Республики Крым — Парламенте Республики Крым» (подписан врио Главы РК С. Аксёновым 15 мая 2014 года). Закон определяет правовые основы организации и деятельности Государственного Совета Республики Крым — Парламента Республики Крым как постоянно действующего высшего и единственного законодательного (представительного) органа государственной власти Республики Крым. Государственный Совет избирается сроком на пять лет и состоит из 75 депутатов, избираемых гражданами Российской Федерации, проживающими на территории Республики Крым, на основе всеобщего равного и прямого избирательного права при тайном голосовании.
30 апреля 2014 года Государственный совет Крыма принял закон «Об Общественной палате Республики Крым» (подписан врио Главы РК С. Аксёновым 15 мая 2014 года). Согласно закону, Общественная палата Республики Крым обеспечивает взаимодействие граждан Российской Федерации, проживающих на территории Республики Крым, и общероссийских общественных объединений и иных некоммерческих организаций, зарегистрированных в соответствии с законодательством Российской Федерации, с органами государственной власти Республики Крым и органами местного самоуправления в Республике Крым. Общественная палата состоит из сорока членов, назначаемых поровну Государственным советом и Советом министров РК из числа кандидатов, предложенных некоммерческими организациями
и инициативными группами граждан.
7 мая 2014 года Государственный совет Крыма принял закон «О выборах депутатов Государственного Совета Республики Крым». Закон предусматривает, что право голоса на выборах имеют граждане, достигшие 18 лет, право быть избранными получают граждане в возрасте от 21 года. 25 депутатов избираются по одномандатным избирательным округам, ещё 50 депутатов — по республиканскому избирательному округу. До проведения выборов в органы государственной власти Республики Крым и города Севастополя их полномочия осуществляли соответственно Государственный Совет Республики Крым — Парламент Республики Крым и Совет Министров Республики Крым, Законодательное Собрание города Севастополя. Первые выборы депутатов Государственного Совета Республики Крым состоялись 14 сентября 2014 года. Партия «Единая Россия» получила 25 мандатов по одномандатным округам и 45 мест по республиканскому избирательному округу. ЛДПР получила 5 мандатов по республиканскому округу.
После того, как эти выборы проведены 5 депутатов одномандатных округов Верховной Рады Украины от республики Крым сложили с себя полномочия депутатов .

## Народное ополчение — народная дружина Республики Крым
11 июня 2014 года Госсоветом РК был принят закон «О Народном ополчении — народной дружине Республики Крым», которым были установлены правовые основы и принципы деятельности Народного ополчения — народной дружины Республики Крым. Таким образом была легализована деятельность полувоенных отрядов «крымской самообороны», создававшихся на территории Крыма в феврале — марте 2014 года. 26 ноября 2014 года в закон были внесены существенные изменения. Народное ополчение, согласно этому акту, представляет собой общественное объединение, участвующее в охране общественного порядка во взаимодействии с органами внутренних дел (полицией) и иными правоохранительными органами, органами государственной власти Республики Крым и органами местного самоуправления. Законом было установлено, что в Народном ополчении — народной дружине Республики Крым не допускается создание и деятельность структур политических партий или движений. Запрещается также использование Народного ополчения — народной дружины Республики Крым в интересах отдельных политических партий и движений.
Основными задачами Народного ополчения — народной дружины Республики Крым, согласно принятому закону, являются:
- содействие органам государственной власти и правоохранительным органам в их деятельности по обеспечению общественного порядка, предупреждению и пресечению правонарушений;
- участие в мероприятиях по обеспечению безопасности населения и охране общественного порядка при возникновении стихийных бедствий, катастроф, аварий, эпидемий, иных чрезвычайных ситуаций и ликвидации их последствий;
- участие во взаимодействии с органами внутренних дел (полицией) и иными правоохранительными органами в охране объектов жизнеобеспечения и иных объектов, расположенных на территории Республики Крым;
- распространение правовых знаний, разъяснение норм поведения в общественных местах[33].

## Признание жителей Крыма гражданами Российской Федерации
В ходе аннексии Крыма Россией было определено, что со дня аннексии граждане Украины и лица без гражданства, постоянно проживающие на этот день на территории Республики Крым или города Севастополя, признаются гражданами Российской Федерации, за исключением лиц, которые до 18 апреля 2014 года заявят о своем желании сохранить имеющееся у них и (или) их несовершеннолетних детей иное гражданство либо остаться лицами без гражданства.
Это положение российского законодательства было критически встречено международными организациями, расценившими автоматическое предоставление российского гражданства жителям полуострова как нарушение принципов международного гуманитарного права («принуждение населения занятой области к присяге на верность неприятельской державе»). Как было заявлено в отчёте Миссии ОБСЕ по оценке положения в области прав человека в Крыму (июль 2015 года), «процесс принудительного присвоения российского гражданства не был открытым и беспристрастным, так как лицам, пожелавшим отказаться от принятия российского гражданства, было предоставлено недостаточное количество времени и мест для осуществления этой процедуры».
По данным Федеральной миграционной службы РФ, заявления об отказе от автоматически присвоенного им российского гражданства подали 3427 постоянных жителей Крыма. По утверждению УВКПЧ, однако, задокументированы случаи, когда «жители Крыма, которые отказались от такого гражданства, тем не менее впоследствии выяснили, что они считаются гражданами Российской Федерации, несмотря на отсутствие у них паспортов Российской Федерации».
В отчёте миссии ОБСЕ указывается, что по истечении срока для отказа от российского гражданства Государственная дума ввела уголовные санкции за сокрытие двойного гражданства (Федеральный закон РФ от 4 июня 2014 г. № 142-ФЗ «О внесении изменений в статьи 6 и 30 Федерального закона „О гражданстве Российской Федерации“ и отдельные законодательные акты Российской Федерации»), вступающие в силу для жителей Крыма с 1 января 2016 года. Также были установлены количественные ограничения на выдачу вида на жительство для иностранных граждан в Крыму.

## Правоприменительная практика
5 мая 2014 года был принят Федеральный закон РФ № 91-ФЗ «О применении положений Уголовного кодекса Российской Федерации и Уголовно-процессуального кодекса Российской Федерации на территориях Республики Крым и города федерального значения Севастополя». Этим законом была определена возможность привлечения к уголовной ответственности согласно уголовному законодательству Российской Федерации за деяния, совершённые в Крыму и городе Севастополе до 18 марта 2014 года: «Преступность и наказуемость деяний, совершённых на территориях Республики Крым и города Севастополя до 18 марта 2014 года, определяются на основании уголовного законодательства Российской Федерации». С 5 апреля 2014 года, выполнив требования ст.9 Федерального конституционного закона от 21.03.2014 N 6-ФКЗ (ред. от 25.12.2018) «О принятии в Российскую Федерацию Республики Крым и образовании в составе Российской Федерации новых субъектов — Республики Крым и города федерального значения Севастополя», лица, замещающие должности судей судов, действующие на день принятия в Российскую Федерацию Республики Крым, продолжили осуществлять правосудие до создания и начала деятельности на указанных территориях судов Российской Федерации. Исполнять обязанности председателя Апелляционного суда Республики Крым было доверено Игорю Радионову.
Осуществлять правосудие в переходный период на территории Крыма Россия уполномочила ранее работавших в украинских судах судей. От них требовалось принять гражданство РФ и отказаться от гражданства Украины. После переходного периода в новой российской судебной системе Крыма осталось работать около 56 % судей, ранее работавших в украинской судебной системе. Судьи фильтровались, в том числе, по наличию родственных связей с гражданами Украины.

## Демографические процессы
Как сообщила 10 мая 2014 года на брифинге в правительстве министр социальной политики Украины Людмила Денисова, из Крыма в континентальную часть Украины для временного проживания переехало более 7700 крымчан. Все они зарегистрировались в региональных органах Минсоцполитики. Она уточнила, что речь идёт только о гражданском населении, «без учёта военнослужащих». Ещё 5000 человек — члены семей военнослужащих, выехавшие вместе с ними на Украину.
Как утверждал тогда же председатель общественной организации «Украинский дом» Андрей Щекун, из Крыма на материковую Украину вынужденно переселилось уже около 18 тысяч человек — просто, по его мнению, многие ещё не зарегистрировались на новом месте. Щекун сообщил, что ведёт с другими активистами работу по созданию единой базы данных по крымчанам, которые были вынуждены переселиться на материковую Украину, с целью создать совет представителей крымчан-беженцев и провести 23 мая в Киеве первый всеукраинский съезд крымчан.
По данным министерства социальной политики Украины, на август 2018 года число вынужденных переселенцев из Крыма составило 33,5 тысячи. Доклад ООН упоминает о принудительной депортации в 2017—2018 годах не менее 109 жителей Крыма, большая часть случаев касалась украинских граждан.
С другой стороны, на территорию Крыма из континентальной Украины переселилось значительное количество вынужденных беженцев и переселенцев, в том числе с территорий под контролем непризнанных ДНР и ЛНР. В результате 8 августа 2014 года Республика Крым стала одним из регионов России, который закрыл квоты на приём беженцев.
С целью уточнения социально-демографических изменений, произошедших на территории Крымского полуострова с момента проведения последней переписи 2001 года, с 14 по 25 октября 2014 года была проведена перепись населения в Крымском федеральном округе, согласно итогам которой, на территории округа численность постоянного населения составила 2284,8 тыс. человек, в том числе 1891,5 тыс. чел. — в Республике Крым (82,8 %), в городе федерального значения Севастополе — 393,3 тыс. человек (17,2 %).
За период 2014—2019 годов численность населения контролируемой Россией территории Крыма незначительно увеличилась: население Республики Крым — на 20,4 тыс. человек (до 1,9 миллиона человек), Севастополя — на 49,9 тыс. человек (до 443,2 тыс. человек), что было обусловлено миграционными процессами. Положительное миграционное сальдо Республики Крым составило 56,8 тыс. человек, Севастополя — 60,9 тыс. По данным Крымстата, на полуостров в основном приезжают из Москвы, Московской области, Санкт-Петербурга и Краснодара.
Летом 2019 года был опубликован доклад генерального секретаря ООН Антониу Гутерриша о ситуации с правами человека в Крыму, согласно которому, власти России нарушили четвертую статью Женевской конвенции (сознательные попытки изменить состав населения полуострова).

## Экономика

### Аграрный сектор
В апреле 2014 года тогдашний министр сельского хозяйства России Николай Фёдоров заявил журналистам, что ограничение Украиной поставок воды в Крым может привести к частичной или полной потере урожая на площади до 120 тыс. га. 14 апреля 2014 года первый вице-премьер Республики Крым Рустам Темиргалиев заявил, что Украина в три раза сократила объём подачи воды в Крым по Северо-Крымскому каналу (при норме 50 м³ в секунду объём поставки снизился до 16 м³). 26 апреля Украина закрыла шлюзы Северо-Крымского канала, а в начале мая приступила к возведению дамбы в русле канала на территории Херсонской области примерно в 40 км от границы с Крымом.

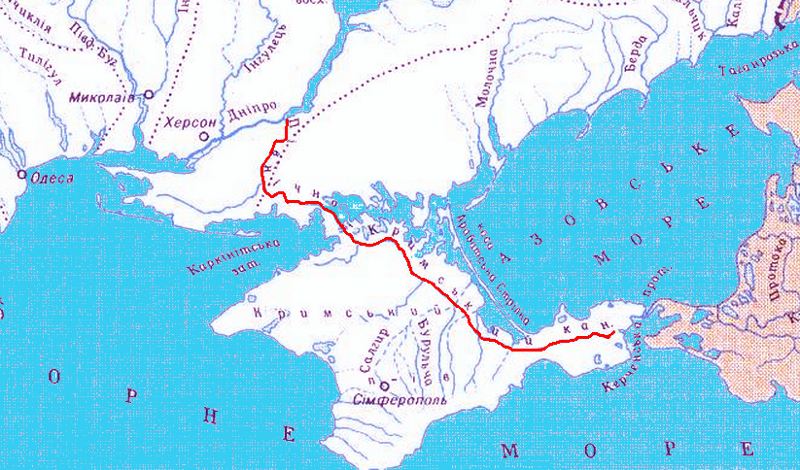
Северо-Крымский канал

Крымский полуостров на 80 % зависит от водоснабжения с Украины через Северо-Крымский канал. Более двух третей поступавшей воды (600—700 млн м³) использовалось на нужды сельского хозяйства Крыма. Остальная вода наполняла восемь водохранилищ, три из которых — Станционное, Фронтовое и Феодосийское — являлись единственным источником питьевой воды для Керчи и Ленинского района Крыма, а также для Феодосии и Судака. В орошении нуждается половина площадей виноградников, 30 тыс. га посевов риса и часть садов. Полностью решить проблемы с водоснабжением Крыма можно будет не ранее чем через два-три года. В частности, исследуются возможности использования местных подземных вод. Кроме того, в проекте возведения моста через Керченский пролив может быть предусмотрено строительство нитки водопровода с Кубани, чтобы она заменила Северо-Крымский канал. Возможно перенаправление двух небольших рек в Северо-Крымский канал. 28 апреля российская делегация в ОБСЕ подняла тему «водной блокады» Крыма на заседании постоянного совета ОБСЕ. По словам постпреда РФ при организации Андрея Келина, эти действия нарушают имеющееся в ОБСЕ положение, предусматривающее право на питание и водоснабжение.

### Национализация предприятий
26 марта 2014 года Государственный Совет Республики Крым издал постановление № 1836-6/14 «О национализации имущества предприятий, учреждений, организаций АПК, расположенных на территории Республики Крым», где значился 141 объект, подлежащий национализации. Исходя из документа, государственные здравницы, виноградники, вузы, предприятия, винзаводы, научно-исследовательские институты автоматически признаются собственностью Российской Федерации.
Кроме того, были национализированы и некоторые частные предприятия. Так в ноябре 2014 года власти Крыма национализировали «Крымхлеб» и парк «Айвазовское» в Партените.

Все предприятия полуострова, которые неэффективно работают, находятся на грани банкротства или брошены хозяевами, будут национализированы. На этом, конечно, национализация не остановится. Но те предприятия, которые эффективно ведут свою деятельность, будут работать и дальше— Сергей Цеков, сенатор от Республики Крым
По состоянию на ноябрь 2014 года на территории Крыма и Севастополя около 10 тысяч предприятий из 50 тысяч прекратили свою деятельность. Примерно 1300 было зарегистрировано как филиалы украинских предприятий, столько же было перерегистрировано на Украину, 1174 (3 %) — перерегистрировано на Россию.

### Туризм
После аннексии Крыма Россией практически оказались перекрыты грузопотоки с Украины в сторону крымских портов, без которых порты в краткосрочной перспективе оказались недозагружены и можно было рассчитывать в основном на вывоз из этих портов продукции, произведённой в Крыму, и на поставки грузов, ориентированных на потребление Крыма. В связи с этим министерством РФ по делам Крыма изучалась концепция круизно-туристической переориентации крымских портов. Международный круизный туризм с заходом пассажирских лайнеров в порты Крыма, по всей видимости, не сможет быть возобновлён до тех пор, пока не будет урегулирован правовой статус Крыма. Санкции ЕС запрещают европейским круизным судам заходить в порты на Крымском полуострове, кроме аварийных случаев.
В начале июня 2014 года стало известно, что Федеральное агентство по туризму (Ростуризм) рекомендует всем государственным и некоторым частным компаниям приобретать своим сотрудникам путёвки в крымские санатории и дома отдыха. Продвижением массового отдыха в Крыму среди госкомпаний российские власти стремятся восполнить прогнозируемое снижение числа отдыхающих в связи с отсутствием туристов с Украины, которые в 2013 году составляли 65 % из 6 млн туристов.
В конце июля 2014 года началась передача крымских санаториев российским государственным компаниям и министерствам. Среди претендентов на получение санаториев — Министерство культуры, Минпромторг, Минздрав, РЖД, Почта России, а также ФСБ. АвтоВАЗ, «Интер РАО», «Роснефть», «Норильский никель» и «Транснефть» также получили ряд оздоровительно-гостиничных комплексов.

### Промышленность
После аннексии Крыма Евросоюз запретил импорт крымской продукции, не имеющей украинской маркировки, что негативно сказалось на экономике полуострова (удельный вес вывозившейся в Евросоюз продукции на некоторых промышленных предприятиях превышал 35 %).
По данным Министерства экономического развития Республики Крым, за первый квартал 2014 года стоимостной объём экспорта в Европу составлял 5,9 млн $, удельный вес — 10,2 %. Главными торговыми партнёрами Крыма на данном рынке были Германия (4,5 %) и Венгрия (2,1 %), совместная доля Австрии, Франции, Польши, Нидерландов и Литвы составила 3,6 %. В Европу из Крыма поставлялась в основном продукция машиностроения, химической промышленности и сельского хозяйства.

### Инфраструктура
22 апреля 2014 года Владимир Путин подписал Перечень поручений по вопросам развития транспорта, предусматривавший, в частности, меры, которые позволяли обеспечить устойчивое пассажирское авиасообщение с Крымским федеральным округом и снизить стоимость воздушных перевозок в крымском направлении. К 2018 году, согласно этому документу, должно быть завершено строительство транспортного перехода через Керченский пролив.
23 апреля в Минэнерго РФ был утверждён план мероприятий по энергоснабжению полуострова Крым и развитию электроэнергетики Объединённой энергетической системы (ОЭС) юга России. Капиталовложения на его реализацию, включая развитие Кубанской энергосистемы, оцениваются на уровне 71 млрд рублей. План мероприятий предусматривает сооружение тепловых электростанций (ТЭС) на газовом топливе суммарной мощностью не менее 700 МВт с максимальной единичной мощностью генерирующего оборудования не более 110 МВт на существующей площадке Симферопольской ТЭЦ, а также в районе города Севастополя. Планируется строительство двух высоковольтных линий «Бужора (Анапа) — Феодосийская» и высоковольтных линий «Симферопольская-Феодосийская». Сроки реализации проекта составят порядка 2-2,5 лет с момента утверждения инвесторов. Действующие теплоэлектростанции в Крыму имеют установленную мощность около 140 МВт при потребности полуострова порядка 1400 МВт. Дефицит электроэнергии восполнялся за счёт поставок с континентальной Украины, которая обеспечивала потребности полуострова примерно на 80-90 %.
Как сообщил министр транспорта Крыма Юрий Шевченко, порт Феодосии, располагающий нефтеналивными мощностями и нефтебазой, в ближайшей перспективе сохранит ориентацию на перевалку горюче-смазочных материалов, а порт Евпатории — на перевалку песка из озера Донузлав, и оба они будут работать на приём грузовых паромов из Турции и Краснодарского края.
Как сообщил журналистам премьер-министр Дмитрий Медведев, правительство РФ после аннексии Крыма отказалось от идеи строительства порта Тамань. Он пояснил, что проект порта создавался до аннексии Крыма, но теперь Россия располагает достаточным количеством глубоководных портов на Чёрном море.
В середине сентября 2014 года члены Общественного совета Минприроды РФ обратились к правительству по поводу судьбы крымских заповедных территорий (6 заповедников, 17 заказников и один национальный парк). На Украине они имели государственный статус особо охраняемых природных территорий (ООПТ). После прссийской аннексии Госсовет Республики Крым национализировал их, а Минприроды РФ подготовило проект правительственного постановления о передаче этих 24 территорий в федеральное подчинение, однако региональные власти отказались его исполнять. В отличие от федеральных ООПТ, местные власти могут менять границы региональных ООПТ, устанавливая «рекреационные, агрохозяйственные и иные функциональные зоны». Руководство местных заповедников опасается, что изменение их статуса помешает научной работе и приведёт к урезанию и ликвидации охраняемых территорий. При этом власти Крыма уже издали распоряжение о передаче Крымского природного заповедника в безвозмездное пользование управлению делами президента РФ.
Несмотря на это, в конце октября в пользование управления делами президента РФ крымские власти передали: резиденцию «Дубрава-2», госдачу на базе бывшего Юсуповского дворца в поселке Кореиз (действующий музей), резиденцию «Шатер» возле Массандровского дворца, резиденции N5 и N7 в поселке Гаспра и несколько санаториев: «Южный» в Форосе, «Зори Украины» в Симеизе, «Гурзуфский» и «Алуштинский». Также в безвозмездное пользование управделами президента РФ передали бывшую собственность украинских министерств: санатории «Нижняя Ореанда», «Курпаты», детские лагеря «Радуга» в поселке Песчаное и «Россия» в Евпатории, также был передан Крымский природный заповедник и производственно-аграрное объединение «Массандра». Все вышеупомянутые объекты за исключением последних двух планировалось реконструировать за счёт федерального бюджета.

### Телекоммуникации
В апреле 2014 года «Ростелеком» завершил строительство линии связи по дну Керченского пролива, которая напрямую соединила Крым и остальные регионы России.
18 апреля согласно приказу Министерства связи и массовых коммуникаций РФ Республика Крым и город Севастополь сменили телефонные коды на +7365 и +7869, соответственно.
С июня 2014 года в Крыму началось освоение российскими компаниями рынка телекоммуникаций. В продаже появились sim-карты с префиксом +7.
С 1 июля в Республике Крым и Севастополе началась трансляция российских первого (РТРС-1), второго (РТРС-2) и третьего (регионального) мультиплексов цифрового эфирного телевидения. Трансляцию осуществляет филиал ФГУП РТРС — «РТПЦ Республики Крым».
3 августа компания «Укртелеком» перерегистрировала свои крымские филиалы в соответствии с российским законодательством.
5 августа компания «МТС-Украина» приостановила обслуживание абонентов на территории полуострова. 11 августа приостановила обслуживание крымских абонентов компания «Киевстар». 20 сентября обслуживание абонентов на территории полуострова приостановил украинский оператор «Лайф».
25 сентября правительство Севастополя объявило режим чрезвычайной ситуации в связи с прекращением работы оператора фиксированной связи «Укртелеком».
22 октября 2014 года представители Украины на конференции Международного союза электросвязи (МСЭ) призвали не направлять международные вызовы на российские коды в Крыму. Председатель Госспецсвязи Украины Владимир Зверев заявил на конференции, что использование российскими операторами и телерадиовещателями сетей электросвязи и частотных диапазонов Украины в Крыму нарушает нормы международного права, закреплённые в основных документах МСЭ. Украина призвала Международный союз потребовать от всех операторов своих стран продолжать направлять трафик в Крым и Севастополь с использованием кода Украины и воздерживаться от изменений правил обработки таких вызовов, говорится в материалах к конференции. Представитель Минкомсвязи РФ Екатерина Осадчая заявила, что Крымский федеральный округ будет переведён на российскую нумерацию, а после этого маршрутизировать вызовы на крымские номера в украинском коде станет попросту невозможно — украинских номеров больше не останется. Ввести на уровне МСЭ запрет на международные вызовы в Крым по российским номерам Украине не удалось, конференция МСЭ ограничилась устным заявлением Генерального секретаря в поддержку права Украины регулировать электросвязь в Крыму.
Такой запрет, однако, был введён Украиной на уровне национального законодательства: 11 ноября национальная комиссия Украины, которая осуществляет государственное регулирование в сфере связи и информатизации, запретила операторам передавать звонки на российские телефонные номера в Крыму и Севастополе. По заявлению комиссии, предоставление услуг связи в Крыму с использованием российской нумерации «противоречит нормам международного и национального законодательства Украины в сфере телекоммуникаций и пользования радиочастотным ресурсом, а также приводит к нарушению целостности международной структуры нумерации, которая определена рекомендациями Международного союза электросвязи и установленного порядка маршрутизации трафика голосовой телефонии», в марте 2015 года соответствующие запреты были прямо прописаны в правилах пропуска трафика в телекоммуникационной сети общего пользования.

## Финансирование и финансовая сфера
Денежной единицей на территориях Республики Крым и города Севастополя является российский рубль. До 1 июня 2014 года допускалось обращение национальной денежной единицы Украины — гривны и осуществление расчётов в наличной и безналичной формах в гривнах, за исключением уплаты налогов, таможенных и иных сборов, платежей в государственные внебюджетные фонды, выплат работникам бюджетных организаций, социальных выплат.
31 марта 2014 года Госдума РФ приняла федеральный закон об особенностях функционирования финансовой системы Крыма и Севастополя на переходный период до 1 января 2015 года. Закон предусматривал для кредитных учреждений и некредитных финансовых организаций, созданных до даты принятия Республики Крым и города Севастополя в состав России, право продолжать деятельность при условии надлежащего исполнения обязательств по ранее заключённым договорам и требований Банка России, а также с учётом особенностей законодательства Российской Федерации.
4 апреля решением Государственного Совета Республики Крым был официально учреждён республиканский Банк Крыма.
21 апреля президент России Владимир Путин подписал Федеральный закон о защите банковских вкладов в Республике Крым и городе Севастополе в переходный период до 2015 года.
С 21 апреля ЦБ РФ прекратил на территории Крыма и Севастополя деятельность подразделений ряда украинских банков — Приватбанка, Всеукраинского акционерного банка, банка «Киевская Русь» и Имэксбанка. Как объяснили в ЦБ, решение было обусловлено «исключительно задачами защиты интересов вкладчиков и клиентов, законные права которых нарушены», в том числе из-за фактической остановки работы подразделений этих банков в Крыму и Севастополе. Выплачивать компенсации крымчанам было поручено крымскому Фонду защиты вкладчиков, к которому перешли права и требования по вкладам. Прокуратура Республики Крым обратилась в суд с ходатайством о наложении ареста на имущество крымского отделения Приватбанка. В Крыму также прекратил работу Банк «Райффайзен».
7 августа председатель правительства РФ Дмитрий Медведев сообщил, что правительство в целом одобрило федеральную целевую программу развития Крыма. Финансирование ФЦП «Социально-экономическое развитие Крыма и Севастополя до 2020 года» составит 700 миллиардов рублей, из них около 660 миллиардов — из федерального бюджета. Выделенные средства будут осваивать в два этапа: с 2015 по 2017 годы предполагается затратить 377 млрд рублей, а на втором этапе, в 2018—2020 годы, — ещё 281 млрд рублей. Позже Минфин уточнил порядок расходования средств целевой программы: в 2015 году будет выделено около 100 млрд руб, в 2016 году — 134,6 млрд, ещё 138,4 млрд выделят в 2017 году.
31 октября правительство Российской Федерации одобрило план создания свободной экономической зоны в Крымском федеральном округе. По заявлению главы правительства Дмитрия Медведева, в свободной экономической зоне для инвесторов предусмотрено освобождение от ряда налогов на период до 10 лет — в зависимости от категории налогов, а также снижены административные барьеры.
В конце 2015 года Госдума РФ приняла закон (422-ФЗ), установивший порядок взыскания не возвращённых жителями полуострова кредитов украинским банкам. На момент смены статуса Крыма задолженность по кредитам перед украинскими банками, по информации крымских властей, имели около 350 тыс. крымчан. По данным Независимой ассоциации банков Украины, на 1 февраля 2014 года общий объём кредитов составлял 16,6 млрд гривен (в пересчёте на рубли по курсу ЦБ на 18 марта 2014 года — 62,77 млрд руб.). По законодательно утверждённой схеме требовать возврата средств могут только выкупившие долги у первоначальных кредиторов российские организации, при этом процесс взыскания долгов контролируется Фондом защиты вкладчиков (дочерняя структура Ассоциации страхования вкладов). Как отмечает газета «Коммерсантъ», реализация закона началась в ноябре 2016 года (после выборов в российский парламент) публикацией на сайте Фонда защиты вкладчиков списка организаций, которые получили право взыскивать долги с крымчан. В прошлом Владимир Путин и Сергей Аксёнов призывали жителей полуострова не платить по таким кредитам.

## Социальная сфера
21 апреля 2014 года Владимир Путин подписал указ о мерах реабилитации армянского, болгарского, греческого, немецкого и крымскотатарского народов, проживавших на территории Крымской АССР. Президент поручил правительству при разработке целевой программы развития Крыма и Севастополя до 2020 г. предусмотреть меры по национально-культурному и духовному возрождению этих народов, обустройству территорий их проживания (с финансированием), содействовать крымским и севастопольским властям в проведении памятных мероприятий к 70-летию депортации народов в мае 2014 года, а также содействовать в создании национально-культурных автономий.
С 11 августа отделы ЗАГС и регистрации рождения в Крыму начали работать по законодательству Российской Федерации, выдавая свидетельства соответствующего российского образца.
21 ноября в торжественной обстановке стартовала кампания по демонтажу украиноязычных дорожных указателей и замене их на русскоязычные, в соответствии с Федеральным Законом Российской Федерации «О государственном языке Российской Федерации».

### Социальные стандарты
25 марта 2014 года начались выплаты пенсий местному населению в российских рублях, при этом размер пенсии в гривнах просто переводился в рубли по официально установленному курсу. Средний размер украинских пенсий в Крыму на это время составлял 1500 гривен, размер пособия по уходу за ребёнком в возрасте до 6 лет — 1032 гривны. Пенсии в Крыму было намечено проиндексировать до российского уровня к лету 2014 года, завершив полный переход на российскую систему пенсионного обеспечения до конца 2014 года.
Часть пенсионеров лишилась компенсации оплаты жилищно-коммунальных услуг. Согласно российскому законодательству, компенсация предоставляется в случае, если эти расходы превышают 22 % от размера пенсии или общего дохода семьи. По украинскому законодательству, относительный барьер субсидирования составлял 15 %.
С 1 апреля 2014 года Государственный Совет Республики Крым установил общероссийский минимальный размер заработной платы 5554 рубля.
14 октября 2014 года был подписан закон об особенностях применения трудового законодательства в Крыму и Севастополе. С 1 января 2015 года Трудовой кодекс РФ применяется в Крыму и Севастополе в полном объёме.
Федеральными законами от 1 и 22 декабря 2014 года был установлен порядок выплаты пособий в Крыму, в том числе по безработице. Законом от 22 декабря также вводилось с 1 января 2015 года право льготных категорий жителей Крыма на ежемесячную денежную выплату.

### Средства массовой информации
После аннексии Крыма все зарегистрированные к тому времени на полуострове СМИ были обязаны пройти перерегистрацию по российским законам либо прекратить свою деятельность. Первоначально ожидалось, что перерегистрация должна быть завершена до 1 января 2015 года, в последующем её срок был продлён до 1 апреля 2015 года, до того же срока регистрация СМИ в Крыму была бесплатной. По итогам переходного периода в Крыму было зарегистрировано 232 СМИ, из которых 207 произвели перерегистрацию с украинских документов, а 25 были зарегистрированы впервые. Миссия ОБСЕ в этой связи заявила о существенном сокращении числа зарегистрированных СМИ с почти 3 тысяч, зарегистрированных по украинским законам, по утверждению же российских властей, из этого числа «реально действующих СМИ в Крыму» было «порядка 250—300». Отказы в перерегистрации в основном объяснялись процедурными ошибками.

### Интеграция спортивной системы Крыма в общероссийскую
В Крыму и Севастополе были созданы 23 региональные федерации по олимпийским видам спорта, которые начали вступать в общероссийские федерации, а спортсмены — получать российское гражданство.
22 июля 2014 года президент Путин подписал Федеральный закон «Об особенностях правового регулирования отношений в области физической культуры и спорта в связи с принятием в РФ Республики Крым и образованием в составе РФ новых субъектов — Республики Крым и города федерального значения Севастополя».

## Образование
31 марта 2014 года решением федерального правительства на территории Республики Крым был создан Крымский федеральный университет имени В. И. Вернадского.
В начале мая 2014 года Минобрнауки опубликовало на своём сайте примерные планы уроков и справочные материалы по проведению во всех школах страны уроков «Крым и Севастополь: их историческое значение для России». Перед учителями была поставлена задача «подчеркнуть обоснованность воссоединения с точки зрения мирового права, моральных и этических норм» и «показать миротворческий и гуманистический характер действий России». На всех уроках учителям было рекомендовано процитировать обращение президента Путина к Федеральному собранию 18 марта 2014 года.

## Военная инфраструктура
До российской аннексии на полуострове размещалась группировка Вооружённых сил Украины, насчитывавшая около 18 тысяч военнослужащих. По данным Министерства обороны России, около 16 тысяч военнослужащих согласились продолжить службу в российской армии.
При вхождении Республики Крым и Севастополя в состав Российской Федерации бывшие части и соединения Вооружённых сил Украины, дислоцировавшиеся в Крыму, перешли под российскую юрисдикцию, войдя в состав Южного военного округа; части Национальной гвардии Украины — в состав Северо-Кавказского регионального командования ВВ МВД.
По сообщению пресс-службы министерства обороны Украины, по состоянию на 25 апреля 2014 года из Крыма на материковую часть Украины было выведено 429 единиц вооружения и техники — 13 кораблей, катеров и судов, 181 единица автомобильной техники, более 60 единиц бронетехники и 25 единиц авиационной техники, а также ракетно-артиллерийское вооружение и средства связи. Кроме того, по данным министерства обороны, из Крыма вывезено 105,5 тонн военного имущества.
22 июля 2014 года президент Российской Федерации Владимир Путин на заседании Совета безопасности заявил о необходимости дальнейшего развития военной инфраструктуры в Крыму:

Группировка войск НАТО на территории восточноевропейских государств демонстративно усиливается, в том числе в акваториях Балтийского и Чёрного моря. Растут масштабы и интенсивность оперативной и боевой подготовки. В этой связи необходимо полностью и в срок реализовывать все запланированные меры по укреплению обороноспособности, в том числе в Крыму и Севастополе, где нам приходится фактически заново отстраивать военную инфраструктуру.
14 августа 2014 года президент Путин на встрече с представителями парламентских фракций в Ялте сообщил о том, что он утвердил разработанную министерством обороны РФ программу создания и развития военной группировки в Крыму. Ранее о намерении усилить военную группировку в Крыму заявлял начальник военно-морского управления штаба Южного военного округа контр-адмирал Анатолий Долгов. По его словам, речь шла в том числе о восстановлении 30-й дивизии надводных кораблей и о воссоздании корабельных и береговых соединений Черноморского флота. Министр обороны Сергей Шойгу также заявлял о пересмотре программы развития Черноморского флота в связи с присоединением новых субъектов федерации: 

В местах базирования нашего флота будут в этом году созданы новые части противовоздушной обороны и соединения морской пехоты. В этом году поступят новые подводные лодки на ЧФ, надводные корабли нового поколения.
16 сентября 2014 года министр обороны России Сергей Шойгу заявил на заседании коллегии Минобороны, что изменение обстановки на юго-западном стратегическом направлении — обострение военно-политической ситуации на Украине и растущее иностранное военное присутствие вблизи российской границы — потребовало внесения корректив в работу командования Южного военного округа — в частности, одной из приоритетных задач командования стало развёртывание полноценной и самодостаточной группировки войск на крымском направлении.
30 июня 2014 года в пресс-службе Южного военного округа сообщили о создании в Севастополе отдельного полка радиационной, биологической и химической защиты.
2 июля 2014 года в пресс-службе Южного военного округа сообщили о создании в составе Черноморского флота артиллерийского полка прикрытия береговой линии (пос. Перевальное). На вооружении у него находится около 300 единиц вооружения и военной техники, в том числе более 60 единиц новых артиллерийских систем: самоходный противотанковый ракетный комплекс (СПТРК) «Хризантема», 152-мм гаубицы «Мста», оснащённые автоматизированной системой наведения орудия, реактивные системы залпового огня (РСЗО) «Торнадо-Г».
В 2014 году на территории Крымского Федерального округа призыв на срочную службу не производился в связи с необходимостью привести в соответствие с российским законодательством и нормативной базой Минобороны систему воинского учёта граждан и работу военных комиссариатов на территории Крыма. В то же время лиц призывного возраста в Крыму обязали переоформить военные документы. Речь идёт в том числе и о тех гражданах, которые находятся в запасе.
12 июля 2014 года первые крымские военнослужащие контрактной службы 112-й бригады внутренних войск МВД приняли воинскую присягу РФ.
27 августа в городе Керчь был сформирован путевой железнодорожный батальон, который вошёл в состав 39-й отдельной железнодорожной бригады Южного военного округа.
4 сентября, по сообщению пресс-службы штаба Южного военного округа, на полигоне Татарское в Северной Осетии начались формирование и подготовка горнострелкового батальона береговой охраны Черноморского Флота РФ.
По сообщению источника из штаба Южного военного округа, к 29 октября 2014 года в Крыму была развёрнута полноценная система ПВО. Основу группировки составили дальнобойные зенитные ракетные системы С-300ПМУ. Для создания полноценной ПВО в Крым также были переброшены самолёты-перехватчики и мобильные комплексы ПВО ближней зоны «Панцирь».
В ноябре 2014 года Генеральный штаб Вооружённых сил Российской Федерации сообщил о формировании в составе Четвёртого командования ВВС и ПВО (Южный военный округ) 27-й смешанной авиационной дивизии со штабом в Бельбеке.

## Крымские татары
Ещё 6 марта 2014 года заместитель председателя Совета Министров Крыма Рустам Темиргалиев заявил на пресс-конференции, что после российской аннексии Крыма татары получат равные права с русскими и украинцами на полуострове. 10 марта Сергей Аксёнов предложил представителям крымских татар занять места в органах власти Крыма. Крымским татарам предлагалось выделить должности одного вице-премьера, двух министров, а также должности замминистра в каждом министерстве.
11 марта Верховный совет Крыма принял постановление «О гарантиях восстановления прав крымскотатарского народа и его интеграции в крымское сообщество». Постановление гарантировало, что при утверждении новой Конституции Республики Крым крымскотатарскому языку будет присвоен статус официального языка наравне с русским и украинским языками. Кроме того, в документе указывалось, что Верховный Совет Крыма и органы исполнительной власти республики будут избираться и формироваться с гарантированным представительством крымских татар 20 %. Постановление предусматривало признание Курултая крымскотатарского народа и формируемых им органов. Было также гарантировано утверждение пятилетних и ежегодных планов обустройства крымских татар, возвратившихся в Крым, с соответствующим финансовым обеспечением, решение всех вопросов при возвращении крымских татар в Крым из мест депортации, сохранение и восстановление памятников истории и культуры крымских татар, содействие развитию системы дошкольного, школьного и высшего образования на крымскотатарском языке, содействие развитию СМИ на крымскотатарском языке и равноправное функционирование в Крыму религиозных конфессий.
15 марта Меджлис крымскотатарского народа заявил о непризнании готовившегося референдума, «проводимого с целью изменить территориальную принадлежность Крыма», легитимным и соответствующим международному праву и Конституции Украины. Меджлис заявил, что «категорически отвергает любые попытки определить будущее Крыма без свободного волеизъявления крымскотатарского народа — коренного народа Крыма» и что лишь крымским татарам принадлежит право решать, в каком государстве жить крымскотатарскому народу. По убеждению Меджлиса, «восстановление прав крымскотатарского народа и реализация им права на самоопределение на своей исторической Родине должны осуществляться в составе суверенного и независимого Украинского государства».
18 марта президент России Владимир Путин заявил в своём обращении к Федеральному собранию Российской Федерации: «Крымские татары вернулись на свою землю. Считаю, что должны быть приняты все необходимые политические, законодательные решения, которые завершат процесс реабилитации крымскотатарского народа, решения, которые восстановят их права, доброе имя в полном объёме». Подписанным договором о присоединении Крыма было предусмотрено, в частности, что Республика Крым имеет три государственных языка — русский, украинский и крымскотатарский, это было в дальнейшем закреплено и в республиканской конституции.
В тот же день Меджлис заявил о непризнании договора о вхождении Крыма и Севастополя в состав России, а относительно заверений российского руководства о реабилитации крымских татар заявил, что они «услышаны», но «это не является основанием для изменения геополитической позиции».
28 марта заместитель председателя Государственного Совета Крыма и глава Конституционной комиссии Григорий Иоффе заявил, что новая конституция Крыма не предусматривает ранее обещанных квот для участия во властных органах представителей крымских татар: «Это было решение Верховного Совета Автономной Республики Крым до провозглашения независимости и воссоединения с Россией. В Российской Федерации нет правовых оснований для введения каких-либо квот. В РФ выборы в органы власти проходят на равной основе, каких-либо преимуществ по национальным признакам не предусматривается… Мы будем добирать эти проценты, о которых говорили, очевидно, посредством назначений, там, где не проходят выборы. Но главным критерием будут не национальная принадлежность, а профессиональные качества».
29 марта Курултай крымскотатарского народа на внеочередной сессии постановил начать создание в Крыму национально-территориальной автономии и поручил Меджлису войти в отношения с международными организациями — ООН, Советом Европы, ЕС, ОБСЕ, Организацией исламского сотрудничества, парламентами и правительствами государств по всем вопросам обеспечения права крымскотатарского народа на самоопределение. Глава Меджлиса Рефат Чубаров заявил, что данным документом Курултай не признал аннексию Крыма и потерю Украиной территории полуострова, а также предположил, что крымские татары могут провести национальный референдум, чтобы подтвердить своё стремление иметь автономию. 21 апреля лидер крымскотатарского национального движения Мустафа Джемилев сообщил, что крымские татары пока не собираются объявлять референдум о статусе полуострова, объяснив это «сложной политической обстановкой и международной изоляцией».
1 апреля Меджлис заявил о намерении сотрудничать с крымскими властями. «Сейчас мы приняли решение делегировать полномочия для сотрудничества с властями Крыма Ленуру Ислямову и Зауру Смирнову», — заявил Рефат Чубаров. В то же время он подчеркнул, что решение Меджлиса не означает признания политических, правовых, экономических и других изменений, осуществляемых в Крыму без согласия и помимо воли крымскотатарского народа — коренного народа Крыма. Кандидатура владельца крымскотатарского телеканала АТR Ислямова была предложена на должность первого заместителя председателя Совета министров Крыма. Заместитель председателя Меджлиса Заур Смирнов занял пост председателя Республиканского комитета по делам национальностей и депортированных граждан. В Симферополе открылась общественная приёмная Рескомнаца для решения вопросов крымских татар и представителей других депортированных народов. Было заявлено, что Рескомнац, в частности, займётся вопросами смены гражданства крымских татар, которые проживают в Крыму, но до сих пор имеют паспорта Узбекистана. Их численность оценивалась в три тысячи человек. 21 мая в Государственном Совете Крыма была введена ещё одна должность заместителя председателя, на которую был назначен представитель меджлиса Ремзи Ильясов, до февраля 2013 года возглавлявший постоянную комиссию по межнациональным отношениям и депортированным гражданам. В октябре 2013 года на курултае Ильясов проиграл Рефату Чубарову на выборах на пост председателя Меджлиса всего 12 голосов.
15 апреля ревизионная комиссия Курултая крымскотатарского народа призвала ООН, Совет Европы, ЕС, ОБСЕ, ОИС признать крымскотатарский народ коренным в Крыму, а Курултай и Меджлис крымскотатарского народа — легитимными органами национального самоопределения.
21 апреля президент РФ Владимир Путин подписал указ «О мерах по реабилитации армянского, болгарского, греческого, крымскотатарского и немецкого народов и государственной поддержке их возрождения и развития».
30 апреля глава Государственного Совета Республики Крым Владимир Константинов заявил журналистам, что ему не удаётся наладить нормальное сотрудничество с лидерами Меджлиса, которые, в частности, не дают согласия на участие крымских татар в работе органов власти Крыма.
22 апреля Мустафе Джемилеву при выезде из Крыма был вручён «Акт уведомления о неразрешении въезда в Российскую Федерацию» на срок до 19 апреля 2019 года. ФМС России заявила, что никакого отношения к этому инциденту не имеет, однако в первых числах мая Джемилев не смог попасть в Крым ни через Москву, ни через крымско-украинскую границу. Трасса Армянск-Херсон была блокирована сотрудниками ОМОН, ГИБДД и других силовых спецподразделений, автомобилями «Урал», бронетранспортёрами. Встречавшие Джемилева многочисленные крымские татары прорвались сквозь цепь омоновцев, но провести в Крым Джемилева им не удалось. Джемилеву запретили въезд в Крым. Этот инцидент привёл к обострению ситуации накануне 70-й годовщины депортации крымских татар. Украинское правительство выступило по этому поводу с очередным заявлением: «Правительство Украины расценивает такие действия против многолетнего узника советских лагерей, одного из главных основателей движения за права человека в СССР как возрождение сталинских репрессивных практик и воспроизведение сталинской политики угнетения народов и национальной дискриминации».
3 мая в интернете появилось публичное обращение прокурора Крыма Натальи Поклонской, в котором она сообщила, что прокуратура направила два представления в ФСБ относительно действий руководителей Меджлиса, которые были квалифицированы как «экстремистские». В судах были объявлены первые приговоры крымским татарам — участникам акции протеста против запрета на въезд в Крым для Мустафы Джемилева, в ходе которой около 100 крымских татар блокировали участок трассы Симферополь — Севастополь. Чубаров на пресс-конференции обвинил крымские власти в том, что они сами спровоцировали крымских татар на массовые действия, отказав Мустафе Джемилеву в праве свободного перемещения. По мнению Чубарова, диалог с крымскими татарами необходимо вести не представителям крымской власти, которые «ещё год назад противодействовали восстановлению прав крымских татар», а тем, «кто сегодня принимает решения в Москве». Позднее в отношении Джемилева прокуратура возбудила уголовное дело за незаконное пересечение государственной границы.
8 мая Рефат Чубаров заявил, что крымские татары намерены использовать ненасильственные формы борьбы за свои права: «Всем, кто хорошо знает крымских татар, известно: у нашего народа никогда не было в планах раньше, нет планов и сегодня идти на силовые противостояния с властью… Соответственно, зная это, попытки спровоцировать крымских татар на открытые конфликты могут исходить только из более глобальных планов, в которых есть место Крыму».

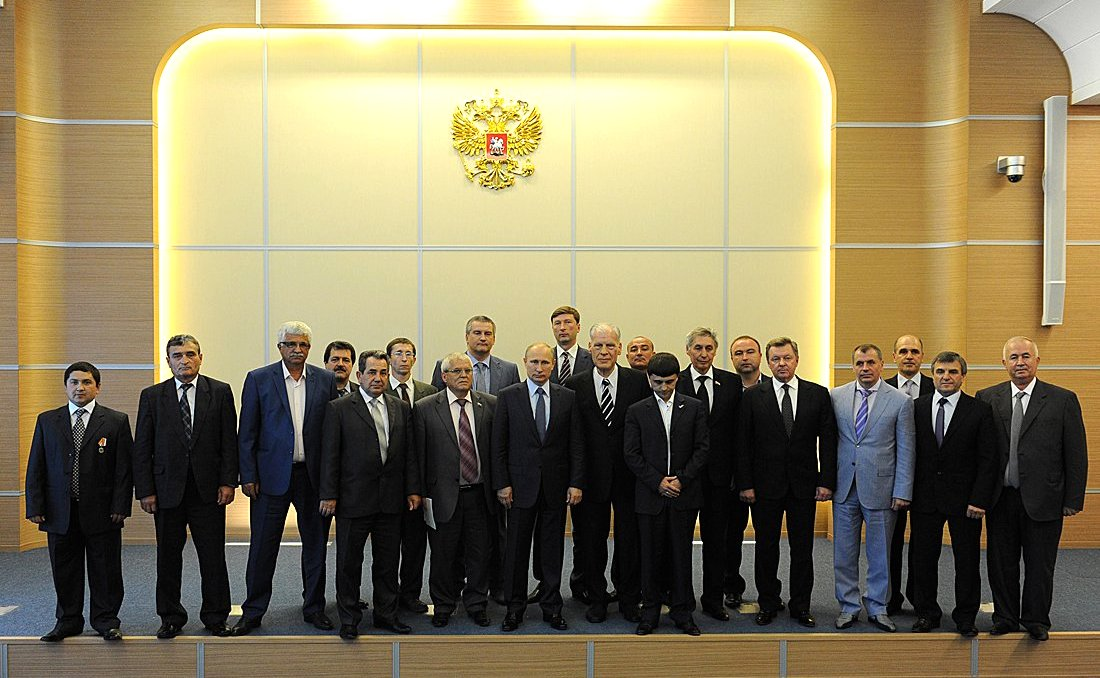
Президент России Владимир Путин с представителями крымскотатарской общины. 16 мая 2014 года

16 мая Владимир Путин встретился в Сочи с представителями крымских татар. Президент РФ призвал «осознать, что интересы крымских татар сегодня связаны с Россией и нельзя защищать интересы других, третьих государств, используя крымскотатарский фактор… Это пойдёт только во вред народу. Это нужно осознать. И, наоборот, мы сделаем всё, я хочу это подчеркнуть — всё, что от нас зависит, для того, чтобы люди почувствовали себя полноценными хозяевами своей земли», — заверил президент.
В тот же день председатель Совета Министров Крыма Сергей Аксёнов запретил проведение в Крыму массовых акций до 6 июня в связи с событиями на юго-востоке Украины «в целях устранения возможных провокаций со стороны экстремистов, имеющих возможность проникнуть на территорию Республики Крым». Произошло это за два дня до начала траурных мероприятий, посвящённых 70-летию депортации крымскотатарского народа из Крыма. По словам главы Меджлиса Рефата Чубарова, запрет противоречил законодательству РФ и указу Владимира Путина, поручившему правительству РФ содействовать в проведении мемориальных мероприятий. На внеочередном заседании меджлиса 17 мая было решено отвергнуть предложение крымских властей ограничить траурный митинг мероприятиями в районе мусульманского сектора кладбища «Абдал-2» и вместо этого провести массовые собрания по всем городам, а также в разных памятных местах в Симферополе.
Менее масштабные, чем планировалось, митинги всё-таки прошли в Симферополе и Бахчисарае. Мустафа Джемилев, чтобы не создавать проблем для соотечественников, принял решение не появляться в Крыму, пока вопрос о его въезде не будет решён дипломатическим путём. Траурное мероприятие в микрорайоне компактного проживания крымских татар Ак-Мечеть города Симферополь завершилось принятием резолюции с требованием придания Республике Крым статуса национально-территориальной автономии, восстановления исторических названий, подвергшихся изменению вследствие депортации крымскотатарского народа, принятия законов, гарантирующих представительство крымских татар, избираемых самими крымскими татарами, в органах законодательной и исполнительной власти Республики Крым, признания курултая и меджлиса крымскотатарского народа представительными органами коренного народа Крыма.
18 мая Сергей Аксёнов заявил, что квоты для крымских татар и представителей других национальностей в органы власти Крыма вводить не планируется, все должности будут заниматься исключительно на профессиональной основе. По словам Сергея Аксёнова, признание Курултая (общенационального съезда крымскотатарского народа) и Меджлиса (формируемого им органа национального самоуправления) может произойти только в случае официальной регистрации этих организаций в соответствии с требованиями российского законодательства и «прямого желания представителей крымских татар идти навстречу».
В июле пятилетний запрет на въезд в Крым за разжигание межнациональной розни был наложен российскими властями и на Рефата Чубарова. В отношении него прокуратура возбудила уголовное дело за призывы к изменению территориальной целостности Российской Федерации.
В августе 2014 года мусульманами Крыма, настроенными на интеграцию с Россией, при содействии председателя Центрального духовного управления мусульман России верховного муфтия Талгата Таджуддина, в Симферополе был воссоздан Таврический муфтият — в противовес Духовному управлению мусульман Крыма, поддерживаемому крымскотатарским меджлисом.
20 октября 2014 года вице-спикер Госсовета Крыма Ремзи Ильясов, отстранённый от работы в Меджлисе крымскотатарского народа за сотрудничество с крымскими властями, сообщил о создании межрегионального общественного движения крымскотатарского народа «Къырым». В Меджлисе новую организацию назвали «проектом власти», который создаётся, чтобы «игнорировать представительный орган крымских татар».
В ноябре 2014 года правозащитная организация Human Rights Watch выпустила доклад «Поражение в правах: Нарушения в Крыму», в котором утверждалось, что местные жители — крымские татары и украинцы, общественные деятели и журналисты, выступающие против политики российских властей, подвергаются запугиванию и преследованиям. В мечетях и медресе проводятся обыски на наличие наркотиков, оружия и запрещённой религиозной литературы. Прокуратура выносит предупреждения Меджлису крымскотатарского народа, за которыми может последовать его ликвидация. Обыски проводятся в редакциях крымскотатарских СМИ, которые обвиняются в публикации экстремистских материалов, при этом часть из них закрыта, а другие находятся под угрозой закрытия. По утверждению правозащитников, власти вынуждают жителей Крыма принимать гражданство РФ — в противном случае они рассматриваются как иностранцы и лишаются права на государственную и муниципальную службу. Правозащитники полагают, что к серьёзным нарушениям прав человека, в том числе к похищениям проукраинских активистов, причастны отряды крымской самообороны, действия которых не контролируют новые власти Крыма.
По информации украинского уполномоченного по правам человека Валерии Лутковской, по состоянию на конец октября 2014 года только с крымскими татарами произошло около 20 крайне серьёзных инцидентов. По словам Лутковской, аналогичная ситуация сложилась в Крыму и с нарушениями прав этнических украинцев, причём правоохранительные органы, по её мнению, не расследуют надлежащим образом случаи исчезновений и убийств гражданских активистов.

## Крым и Украина
1 апреля 2014 года департамент информационной политики МИД Украины опубликовал «разъяснение» по вопросу о порядке въезда и пребывания иностранцев на территории Крыма. В документе говорится, что иностранцам для въезда в Крым потребуется получить украинскую визу: «Иностранцы и лица без гражданства въезжают на территорию Автономной Республики Крым и города Севастополь (Украина) в соответствии с законодательством и международными договорами Украины. Для иностранцев из государств с визовым порядком въезда за получением визовых документов следует обращаться в дипломатическое представительство или консульское учреждение Украины за рубежом». Указывается также, что иностранцы из государств с безвизовым порядком въезда могут находиться на территории Крыма и Севастополя «только при условии пересечения государственной границы в действующих пунктах пропуска через государственную границу Украины с проставлением соответствующих отметок в паспортных документах или иммиграционных карточках». Несоблюдение этих правил «влечёт за собой ответственность согласно законодательству Украины, а также может привести к применению международных санкций к ним как к лицам, которые поддерживают временную оккупацию части территории Украины», — отметил МИД Украины.
15 апреля Верховная рада Украины приняла закон «Об обеспечении прав и свобод граждан и правовом режиме на временно оккупированной территории Украины». Закон объявляет территорию Автономной Республики Крым и города Севастополя, а также воздушное пространство над ними, внутренние и территориальные воды Украины, включая подводное пространство, их дно и недра, территориями, временно оккупированными Российской Федерацией, и устанавливает особый правовой режим на этой территории, а также определяет особенности деятельности государственных органов и органов местного самоуправления, предприятий, учреждений и организаций, а также соблюдения и защиты прав и свобод человека и гражданина и юридических лиц. В частности, законом ограничивается порядок въезда-выезда на территорию Крымского полуострова для иностранных граждан, запрещается ведение некоторых видов хозяйственной деятельности, ограничиваются нормы гражданского права, а также устанавливается уголовная ответственность за сотрудничество с «оккупантами».
Согласно закону, Крымский полуостров объявляется неотъемлемой частью территории Украины, на которую распространяется украинское законодательство. Также на этой территории запрещается деятельность органов или должностных лиц, созданных (назначенных или избранных) в порядке, противоречащем Конституции и законам Украины. Все решения и акты таких органов и должностных лиц признаются незаконными и не имеющими силы.
Граждане Украины имеют право на свободный и беспрепятственный въезд и выезд с временно оккупированной территории при условии предъявления документа, который подтверждает гражданство Украины. Для иностранцев и лиц без гражданства вводится особый порядок въезда на территорию Крыма и выезда с неё, который предусматривает получение специального разрешения и создание особых пунктов въезда-выезда. За нарушение этого порядка вводится уголовная ответственность.
Закон не признаёт всеобщего автоматического приобретения российского гражданства жителями Крыма. Таким образом, крымчане, получившие российский паспорт, сохраняют за собой гражданство Украины при наличии у них украинского паспорта.
Законом устанавливается, что на территории Крымского полуострова не проводятся голосования граждан во время проведения всеукраинских выборов и референдумов, а также декларируется, что «за государством Украина, Автономной Республикой Крым и г. Севастополем, территориальными общинами, государственными органами, органами местного самоуправления и другими субъектами публичного права сохраняется право собственности на имущество, которое находится на временно оккупированной территории».
Полутора годами позднее Верховная рада Украины установила в качестве официальной даты начала временной оккупации полуострова российскими войсками 20 февраля 2014 года — дату «нарушения Вооружёнными силами РФ порядка пересечения российско-украинской границы». Ранее, в соответствии с законом Украины «О создании свободной экономической зоны „Крым“ и об особенностях осуществления экономической деятельности на временно оккупированной территории Украины» от 12 августа 2014 года, началом временной оккупации АР Крым и г. Севастополь считалась дата вступления в силу Резолюции № 68/262 сессии Генеральной ассамблеи ООН от 27 марта 2014 г. о поддержке территориальной целостности Украины.
В 2014—2016 годах главным органом исполнительной власти Украины, отвечающим за формирование и реализацию политики по вопросам, связанным с Крымом и Севастополем, являлась Государственная служба Украины по вопросам Автономной Республики Крым и города Севастополя, деятельность которой направлялась и координировалась Кабинетом министров Украины. В дальнейшем эта служба была упразднена, а главным органом исполнительной власти, отвечающим за формирование и реализацию государственной политики по вопросам Крыма и Севастополя (а также неподконтрольных Украине территорий Донбасса) стало Министерство по вопросам временно оккупированных территорий и внутренне перемещённых лиц Украины.
20 августа 2014 года был издан указ президента Украины «Об Уполномоченном Президента Украины по делам крымскотатарского народа».
2 апреля 2014 года Министерство иностранных дел Российской Федерации направило ноту посольству Украины в России, уведомив о вступлении в силу Федерального закона «О прекращении действия соглашений, касающихся пребывания Черноморского флота Российской Федерации на территории Украины»:
- Соглашение между Российской Федерацией и Украиной о параметрах раздела Черноморского флота от 28 мая 1997 года;
- Соглашение между Российской Федерацией и Украиной о статусе и условиях пребывания Черноморского флота Российской Федерации на территории Украины от 28 мая 1997 года;
- Соглашение между Правительством Российской Федерации и Правительством Украины о взаиморасчётах, связанных с разделом Черноморского флота и пребыванием Черноморского флота Российской Федерации на территории Украины, от 28 мая 1997 года;
- Соглашение между Российской Федерацией и Украиной по вопросам пребывания Черноморского флота Российской Федерации на территории Украины от 21 апреля 2010 года.

С 25 апреля 2014 года между Крымом и Украиной установлена государственная граница России. 30 апреля кабинет министров Украины принял постановление «О временном закрытии пунктов пропуска через государственную границу и пунктов контроля», согласно которому Украина официально приостановила работу пунктов пропуска и пунктов контроля на территории Крыма. 4 июля 2014 года Государственная инспекция по безопасности на морском и речном транспорте Украины сообщила о закрытии для международного судоходства морских портов Евпатория, Керчь, Севастополь, Феодосия, Ялта.
Как заявил в мае 2014 года на «общенациональном круглом столе» для обсуждения проблем страны Александр Турчинов, только прямой ущерб, понесённый Украиной от потери Крыма, составил 100 млрд долларов. Ранее эта сумма украинскими властями неоднократно пересматривалась в сторону повышения. В частности, ранее в интервью брюссельскому изданию Euractiv назначенный Верховной радой министр энергетики Украины Юрий Продан оценил потерянные нефтегазовые ресурсы шельфа Крыма (возможные доходы от добычи сланцевого газа) в 40 млрд долларов. По расчётам украинской брокерской фирмы Dragon Capital, потеря Крыма обошлась Украине в 3,7 % ВВП.
На долгие годы может затянуться решение вопроса о судьбе музейной коллекции скифского золота рыночной стоимостью около 1,5-2 млрд долларов США. Около двух тысяч артефактов было вывезено из крымских музеев на выставку «Крым: золото и секреты Чёрного моря» в археологический музей Алларда Пирсона (англ. Allard Pierson Museum) в Амстердаме в начале февраля 2014 года. С тех пор стороны не могут решить, кому возвращать артефакты. Министерство культуры Украины требует, чтобы коллекция была возвращена не в Крым, а в Киев. Четыре крымских музея подали в суд Амстердама коллективный иск к музею Алларда Пирсона, в котором потребовали исполнить обязательства по контрактам и вернуть коллекцию скифского золота из Нидерландов в Крым.
В марте 2014 года ряд финансово-кредитных организаций Украины свернули работу филиалов на территории Крымского полуострова. Так, в частности, крупнейший ПАО «Приватбанк» полностью прекратил работу банкоматов на территории Республики Крым и города Севастополя и даже заморозил счета крымских клиентов.
4 апреля 2014 года украинское государственное предприятие почтовой связи «Укрпочта» приостановило приём и доставку почты на полуостров.
С 27 сентября 2014 года украинская таможня работала с Крымом как с иностранным государством — при вывозе товаров с Украины в Крым на них оформлялась экспортная декларация, при ввозе из Крыма на Украину — импортная.
С 27 декабря 2014 года, на основании решения СНБО Украины, подведомственные организации запретили украинским железнодорожным и автоперевозчикам осуществлять пассажирское сообщение с Республикой Крым.

## Крым и европейские организации
По сообщению «Газета.Ru», в пресс-службе представительства ЕС в России ей сообщили о том, что в связи с непризнанием странами — участниками ЕС российской аннексии жителям Крыма с российскими паспортами шенгенскую визу будут выдавать только в их посольствах на Украине. Министр иностранных дел РФ Лавров сообщил в интервью 30 марта 2014 года, что, по его сведениям, решение ещё не принято и в случае его принятия РФ ответит так, что ЕС поймёт неприемлемость этого грубейшего нарушения прав человека.
31 марта 2014 года Европейская организация по безопасности аэронавигации (Евроконтроль) проинформировала пользователей воздушного пространства о запрете, введённом Госавиаслужбой Украины, на полеты в аэропорт Симферополь (код UKFF) и аэропорт Севастополь (код UKFB). Международная организация гражданской авиации (ICAO) продолжает рассматривать Крым как часть Украины, а поэтому контроль воздушного пространства над ним и прилегающей зоной Чёрного моря остаётся за Украиной.
30 июля 2014 года Совет Европейского союза ввёл «дальнейшие ограничения в отношении торговли и инвестиций в Крым и Севастополь». Они предполагают запрет для европейских компаний на новые инвестиции в инфраструктурные, транспортные и энергетические проекты, добычу полезных ископаемых и энергоресурсов. Также ограничения распространены на торговлю различными товарами — от бурового и шельфового оборудования до морской воды, не разрешается не только инвестировать в экономику, но и предоставлять кредиты, а также оказывать страховые услуги.

## Споры о продлении переходного периода
13 ноября 2014 года глава Республики Крым Сергей Аксенов подписал обращение к руководству России с просьбой продлить переходный период до января 2016 года. По заявлению Аксенова, несмотря на все приложенные усилия, привести все отрасли в соответствие с российским законодательством в установленный срок не получается.
Министр федерального правительства по делам Крыма Олег Савельев заявил, что крымские чиновники не увидят желаемого продления переходного периода. С 1 января 2015 года на полуострове начнут действовать российские законы в полной мере. При этом он допускает временное действие особых положений некоторых законов. Так, перерегистрация предприятий продлена до марта 2015 года, урегулирование земельных отношений — до 2017 года.
8 декабря 2014 года вице-премьер министр Российской Федерации Дмитрий Козак на совещании у главы российского правительства заявил об отсутствии необходимости продлевать переходный период в Крыму

В соответствии с договором о вхождении Республики Крым и города Севастополя в состав Российской Федерации был предусмотрен переходный период для интеграции Крыма и Севастополя в экономическую, финансовую и правовую системы РФ. Этот период заканчивается 1 января 2015 года. Мы его не будем продлевать, несмотря на то, что такие предложения звучат. Крым готов по подавляющему большинству вопросов войти в систему государственного управления Российской Федерации, и больших проблем не возникает— Дмитрий Козак

### Переходные положения после 2014 года
- Продлена перерегистрация предприятий до 1 марта 2015 года.
- Продлена выдача гражданам военных билетов российского образца до 1 апреля 2015 года.
- Продлён срок действия лицензий украинского образца до 1 июня 2015 года[210].
- Продлена перерегистрация автотранспортных средств до 1 января 2016. Норма действует только при обосновании уважительных причин.
- Установлен переходный период на тарифы услуг ЖКХ до 1 января 2017 года.
- Крымским виноделам продлён переход на российские требования к производителям алкогольной продукции до 1 января 2018 года.
- Продлено урегулирование земельных отношений до 1 января 2019 года[211].
- Для Крымского федерального округа установлена свободная экономическая зона сроком на 25 лет.

## Комментарии
1. ↑  Российский предприниматель Ислямов после марта 2014 года поддерживал российскую аннексию Крыма и даже занимал около месяца пост заместителя председателя Совета министров РК, однако позже переехал в Киев и занял агрессивную антироссийскую позицию